# Teoria da ação racional
A Teoria da Ação Racional (TAR) é um dos três modelos clássicos de persuasão. A teoria também é usada no discurso da comunicação como uma teoria da compreensão. A teoria da ação racional foi desenvolvida por Martin Fishbein e Icek Ajzen em 1967 e foi derivada de pesquisas anteriores que começaram como a teoria da atitude. A teoria visa explicar a relação entre atitudes e comportamentos dentro da ação humana. A TAR é usada para prever como os indivíduos se comportarão com base em suas atitudes e intenções comportamentais preexistentes. A decisão de um indivíduo de se engajar em um determinado comportamento é baseada nos resultados que o indivíduo espera que surjam como resultado da realização do comportamento.
Tem a sua gênese na psicologia social, que busca identificar os fatores determinantes do comportamento conscientemente intencional. A TAR define as relações entre crenças, atitudes, normas subjetivas, intenções e comportamento. Isto é, um determinado comportamento, por exemplo, utilização ou rejeição de tecnologia, é fruto de uma intenção em realizar o comportamento, e essa intenção é influenciada conjuntamente pela atitude do indivíduo, sendo essa atitude determinada por crenças e normas subjetivas em relação a determinado comportamento.
O modelo foi utilizado para fazer previsões precisas de escolha humana em situações tão diversas como votar nas eleições ou o consumo de bebidas alcoólicas, sendo constatada que a teoria se adaptava bem na previsão de escolha entre alternativas.
A TAR considera que as pessoas comportam-se de forma racional, avaliando o que têm a perder e a ganhar com a manifestação de suas atitudes. Então, ideias, metas pessoais, valores, crenças e atitudes influenciam o seu comportamento no trabalho; se acreditarem, por exemplo, que compartilhar conhecimento lhes trará benefícios, tenderão a ser favoráveis ao compartilhamento.